# Грос-Швайнбарт
Грос-Швайнбарт (нем. Groß-Schweinbarth) — ярмарочная коммуна (нем. Marktgemeinde) в Австрии, в федеральной земле Нижняя Австрия.
Входит в состав округа Гензерндорф. Население составляет 1311 человек (на 31 декабря 2005 года). Занимает площадь 24,92 км². Официальный код — 3 08 24.

## Политическая ситуация
Бургомистр коммуны — Хельмут Брандтнер по результатам выборов 2005 года.
Совет представителей коммуны (нем. Gemeinderat) состоит из 19 мест.
- СДПА занимает 10 мест.
- АНП занимает 9 мест.